# Eberschwein

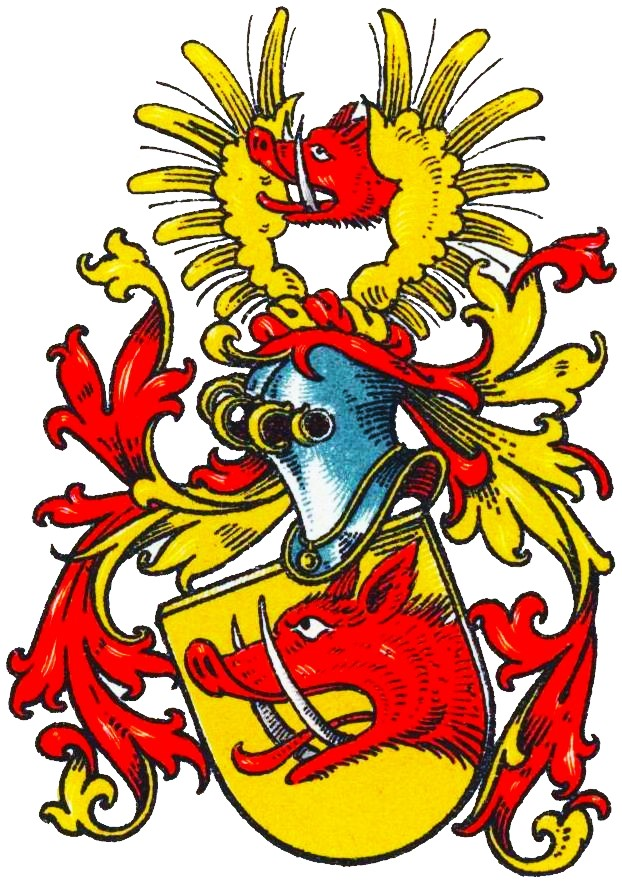
Wappen derer von Eberschwein im Wappenbuch des Westfälischen Adels

Eberschwein (auch: Eberswein, Eberswin o. ä.) ist der Name eines westfälischen Adelsgeschlechts.

## Geschichte
Das Geschlecht gehörte im 16. und 17. Jahrhundert zur Ritterschaft der Grafschaft Mark und zum Stadtadel von Hamm. Es war insbesondere in Hamm und Umgebung begütert.
Everhardt Eberswin war 1573 und 1575 Bürgermeister von Hamm. 1591 war ein weiterer Evert Eberschwein Hammer Bürgermeister. Noch 1612 erscheint ein Hammer Bürgermeister Eberschwein. Gottfried Eberhard von Eberschwein war kurbrandenburgischer Oberstleutnant. Er erhielt 1676 vom Kurfürsten Friedrich Wilhelm in Vorpommern die bei Wolgast gelegenen Güter Hohensee und Schalense, Kreis Greifswald, und war 1685 Kommandant der Festung Pillau. Einer seiner Nachkommen war Alexander Gottfried von Eberschwein, der 1716 Premierleutnant im Infanterie-Regiment Anhalt-Zerbst in Stettin und ab 1739 Platzmajor in Minden war. Sein Bruder war anscheinend Johann Andreas von Eberschwein, 1690 Oberstleutnant beim Infanterie-Regiment Holstein. Ein Sohn von einem der beiden Letzteren war wohl der 1699 bei demselben Regiment als Stabscaptain stehende von Eberschwein, der 1701 dimittiert wurde.

## Wappen
Blasonierung: In Gold ein roter, aus dem Schildrand hervorwachsender Eberkopf. Auf dem rot-golden bewulsteten Helm ein offener goldener Flug, zwischen dem sich der Eberkopf wiederholt. Die Helmdecken sind rot-golden.
Abweichend gibt Mülverstedt an, dass der Schild silbern und der Eberkopf schwarz ist.